# Addreß-Handbuch für den königlich-baierschen Mainkreis, auf das Jahr 1810
Das Addreß-Handbuch für den königlich-baierschen Mainkreis, auf das Jahr 1810 wurde bei den Reindl’schen Schriften zu Bamberg 1810 gedruckt. Der Herausgeber ist unbekannt. Da das Werk im Vorwort als ein „Privat-Unternehmen“ bezeichnet wird, kann ausgeschlossen werden, dass es von behördlicher Seite erfolgte. Die Zusammenstellung beruhe jedoch „Official-Quellen“, die aber nicht näher beschrieben werden. Abgeschlossen wurde das Addreß-Handbuch am 10. Dezember 1809. Eine weitere – ggf. berichtigte – Ausgabe wurde für das Jahr 1811 angekündigt.
Entgegen dem Buchtitel ist das Werk keine reine Adressliste, sondern bietet darüber hinaus auch statistisches Material, das jedoch aufgrund der fehlenden Angaben zu den „Official-Quellen“ zeitlich nicht näher bestimmt werden kann. Das Werk besteht aus zwei Teilen. Der erste Teil enthält eine Auflistung sämtlicher Behörden des Mainkreises. Der zweite Teil ist ein alphabetische Auflistung sämtlicher Orte des Mainkreises. Dieser Teil hat keine Seitennummerierung. Am Schluss befindet sich eine Berichtigung.
Im ersten Teil werden die Behörden in folgender Reihenfolge abgehandelt: General-Kreis-Commissariat (S. 1–4), Landgerichte (S. 4–9), Polizei-Commissariate der Kreishauptstädte Bamberg und Schweinfurt (S. 9), Patrimonialgerichte (S. 10–12), praktizierende Ärzte (S. 12–14), Kirchen- und Cult-Polizei-Stellen (S. 14–15), katholische Dekanate und Pfarreien (S. 15–21), das protestantische General-Kreis-Dekanat (S. 21–24), Schule und Bildung (S. 25–47), Centralisirte Behörden (Bildung, Verkehrswesen, Stiftungs-Administrationen, Bauämter, Rentämter, Forstämter, Bergamt, Oberaufschlagsamt, Stempelamt, Salzamt S. 48–66), Justiz (S. 67–75) und Nationalgarde (S. 76–88).
Im zweiten Teil finden sich in alphabetischer Reihenfolge sämtliche Orte mit Angaben zur „Orts-Qualität“, „Seelenzahl“ und dem zuständigen Landgericht. Die „Orts-Qualität“ gibt den Siedlungstyp an bzw. ob ein Ort in Verwaltung und Gerichtsbarkeit mehreren Behörden unterstand. Im letzteren Fall wird es als Condominat bezeichnet ohne weitere Angaben zum Siedlungstyp. An Siedlungstypen wird unterschieden zwischen Stadt, Markt, Flecken, Dorf, Weiler, Einzelsiedlungen (Hof, Mühle, Einzeln, Sölde) und sonstigen Orten (Schloß, Meyerey, Kloster).

## Ausgabe
- Addreß-Handbuch für den königlich-baierschen Mainkreis, auf das Jahr 1810. Bamberg 1810, OCLC 895006568 (Digitalisat).